# 12e Landingsflottielje
Het Marinehafen-Abteilung Antwerpen / 2. Flottillenstammabteilung / 12e Landingsflottielje (Duits: 12. Landungsflottille) was een operationele eenheid van de Duitse Kriegsmarine tijdens de Tweede Wereldoorlog. Zo’n flottielje was normaal uitgerust met onder andere 20 tot 30 stuks van de Marinefährprahm. 

## Geschiedenis

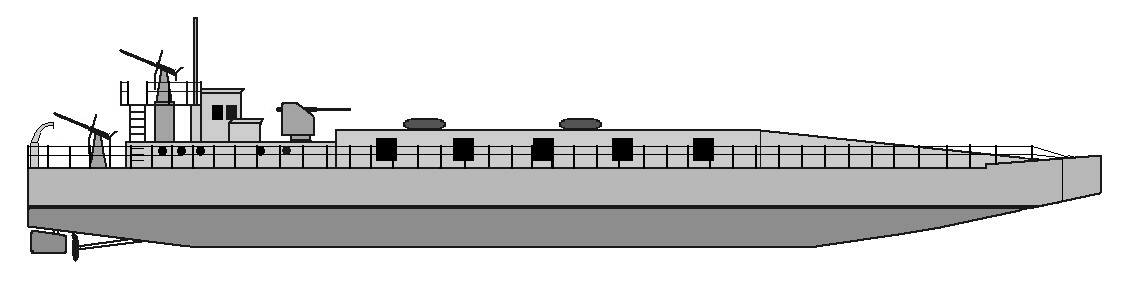
De standaarduitrusting: de Marinefährprahm

De Marinehafen-Abteilung Antwerpen werd in augustus 1940 opgesteld om de leiding te geven aan de bemanningen van de in Antwerpen liggende vaartuigen voor Operatie Seelöwe. Op 15 januari 1942 werd deze Abteilung omgedoopt in 2. Flottillenstammabteilung.
Op 20 mei 1942 beschikte deze Abteilung over 24 Motorfährprähme, twee slepers en acht motorboten. Op 1 december 1942 werd deze eenheid vervolgens weer omgedoopt in 12. Landungs-Flottille. 
In september 1944 werden het flottielje ingezet voor de bevoorrading en evacuatie van het 15e Leger over de Westerschelde. Dit leverde enige verliezen op. Vanaf oktober 1944 werd het flottielje over de Rijn, het Middellandkanaal en de Oder naar Stralsund om daar opgefrist te worden. Vanaf december 1944 stond het flottielje onder bevel van de 10. Sicherungs-Division en werd ingezet bij evacuatie opertaies in de Oostzee. Op 8 mei 1945 vertrokken de boten vol beladen met vluchtelingen naar het westen.

### Einde
Het 12e Landingsflottielje capituleerde op 9 mei 1945 aan Britse strijdkrachten.

## Commandanten
| Rang                         | Naam                      | Begin         | Eind         |
| ---------------------------- | ------------------------- | ------------- | ------------ |
| Fregattenkapitän             | Walter Schuck             | augustus 1940 |              |
| Kapitänleutnant (M.A.)       | Hans Wick                 | februari 1941 |              |
| Korvettenkapitän der Reserve | Karl Söhnlein             | juni 1942     | april 1944   |
| Kapitänleutnant z.V.         | Felix Molle               | april 1944    | juni 1944    |
| Kapitänleutnant              | Rolf Herzer               | juni 1944     | oktober 1944 |
| Korvettenkapitän der Reserve | Dipl.-Ing. Fritz Apitzsch | oktober 1944  | januari 1945 |
| Korvettenkapitän der Reserve | Hans Richard Paschen      | januari 1945  | mei 1945     |

Kapitänleutnant Herzer  was m.d.W.d.G.b.  (mit der Wahrnehmung der Geschäfte beauftragt = als waarnemend commandant aangesteld)